# Baungon
Baungon  ist eine Großraumgemeinde in der Provinz Bukidnon auf der Insel Mindanao in den Philippinen. Sie hat 34.336 Einwohner (Zensus 1. August 2015), die in 16 Barangays leben. Sie gehört zur zweiten Einkommensklasse der Gemeinden auf den Philippinen und wird als partiell urbanisiert beschrieben. 
Sie liegt ca. 132 km nordwestlich von Malaybalay City. Ihre Nachbargemeinden sind Cagayan de Oro im Norden, Libona im Nordosten, Lantapan im Süden und Talakag im Westen.
Die Topographie der Gemeinde wird im als gebirgig mit großen canyonartigen Tälern beschrieben, im Südosten liegen Teile der Gemeinde im Mount Kitanglad Range Natural Park. In ihm wurde die vormals als ausgestorben betrachtete Rafflesia Schadenbergiana, die größte Blume der Philippinen, am Fuße des 2.899 Meter hohen Mount Kitanglad im Sitio Kalanganan, Barangay San Vicente im Jahre 2007 wiederentdeckt. Die Pflanze wurde erstmals durch die deutsche Schadenberg-Koch Expedition am Mount Parag im Jahre 1882 erstmals beschrieben. Ihr lokaler Name lautet Kolon Busaw, der indigene Stamm der Higaonon lebt in diesem Gebiet.
Der Fluss Bubunawan durchfließt das Gebiet der Gemeinde, er ist ein Nebenfluss des Cagayan Rivers, zwischen dem Barangay Kiliog und dem Zentrum der Gemeinde sind die ca. 100 Meter hohen Wasserfälle zu bewundern, an dem das Wasserkraftwerk Bubunawan Falls betrieben wird. Es erzeugt sieben Megawatt elektrischen Strom. Die Minsulahog Höhle liegt im Gebiet des Sitio Massin, Barangay Nicdao, sie wird durchflossen vom Fluss Tumalong. Die Kaskaden der Lungobon Wasserfälle liegen im Sitio Kalanganan im Barangay San Vicente. 

## Barangays
| - Balintad - Buenavista - Danatag - Kalilangan | - Lacolac - Langaon - Liboran - Lingating | - Mabuhay - Mabunga - Nicdao - Imbatug | - Pualas - Salimbalan - San Vicente - San Miguel |